# Operación Redwing
Operación Redwing fue una serie de 17 pruebas nucleares realizadas por los Estados Unidos entre mayo y julio de 1956. Fueron conducidas en los atolones Bikini y Enewetak. La operación fue precedida por la Operación Wigwam y sucedida por la Operación Plumbbob. El objetivo principal era probar una nueva generación de dispositivos termonucleares. También se probaron dispositivos de fisión que serían usados como primarios en armas termonucleares, y pequeñas armas tácticas para la defensa aérea. Redwing fue notable por haber demostrado el primer lanzamiento de una bomba termonuclear entregable estadounidense: la prueba Cherokee. Debido a los rendimientos dramáticamente superiores a los previstos durante la Operación Castle en 1954, Redwing fue conducida usando un "presupuesto de energía" (había límites para la cantidad total de energía liberada, y la cantidad de rendimiento producto de la fisión nuclear también fue estrictamente controlado). La fisión, principalmente fisión rápida del tamper de uranio natural que rodea la cápsula de fusión, incrementó grandemente el rendimiento de los dispositivos termonucleares, y contribuyó a lluvias radiactivas "más limpias" por el alto porcentaje de fusión.
Las siguientes pruebas tomaron lugar en 1956. Las fechas están en hora local, seguidas por el rendimiento.
| Nombre de la prueba | Fecha               | Lugar           | Rendimiento | Notas |
| ------------------- | ------------------- | --------------- | ----------- | --- |
| Lacrosse            | 4 de mayo de 1956   | atolón Enewetak | 40          | 11°33′14″N 162°20′53″E / 11.55389, 162.34806 |
| Cherokee            | 20 de mayo de 1956  | atolón Enewetak | 3800        | Primera prueba "airdrop" estadounidense de una bomba termonuclear (bomba nuclear Mark 15) |
| Zuni                | 27 de mayo de 1956  | atolón Bikini   | 3500        | Primera prueba de un diseño termonuclear de tres etapas. |
| Yuma                | 27 de mayo de 1956  | atolón Enewetak | 0,19        | Resultó ser un fizzle (una bomba fallida), pero el dispositivo pesaba solo 44 kg (96 libras). |
| Erie                | 30 de mayo de 1956  | atolón Enewetak | 14,9        | |
| Seminole            | 6 de junio de 1956  | atolón Enewetak | 13,7        | Se hizo explotar dentro de un tanque de agua. |
| Flathead            | 11 de junio de 1956 | atolón Bikini   | 365         | Bomba intencionalmente "sucia", que generó una gran lluvia radiactiva. |
| Blackfoot           | 11 de junio de 1956 | atolón Enewetak | 8           | |
| Kickapoo            | 13 de junio de 1956 | atolón Enewetak | 1,49        | |
| Osage               | 16 de junio de 1956 | atolón Enewetak | 1,7         | |
| Inca                | 21 de junio de 1956 | atolón Enewetak | 15,2        | |
| Dakota              | 25 de junio de 1956 | atolón Bikini   | 1100        | |
| Mohawk              | 2 de julio de 1956  | atolón Enewetak | 360         | |
| Apache              | 8 de julio de 1956  | atolón Bikini   | 1850        | |
| Navajo              | 10 de julio de 1956 | atolón Bikini   | 4500        | Generó un 95 % de fusión, fue la más limpia de todas las pruebas estadounidenses hasta 1958 con la prueba Hardtack Poplar (una explosión de 9300 kt de la cual el 95,2 % del rendimiento provino de la fusión. |
| Tewa                | 20 de julio de 1956 | atolón Bikini   | 5000        | Sucia (87 % fisión, el mayor porcentaje de cualquier prueba termonuclear estadounidense conocida). |
| Huron               | 21 de julio de 1956 | atolón Enewetak | 250         | |

Todas las pruebas fueron nombradas con los nombres de varias tribus americanas.
Michael Harris, un exejecutivo de relaciones públicas en la a CBS, que sirvió en la Armada estadounidense en Enewetak durante la Operación Redwing, escribió sobre su experiencia en The Atomic Times: My H-Bomb Year at the Pacific Proving Ground (Random House, 2005). Para proteger la privacidad, cambió varios de los nombres de sus compañeros.
De acuerdo con Harris en The Atomic Times, los soldados en Enewetak siguieron la lluvia radiactiva de ocho detonaciones: 1) Zuni (3,5 megatones, Bikini) y Yuma (0,19 kilotones, Enewetak), ambas detonadas el 28 de mayo de 1956; 2) Seminole, una explosión superficial de 13,7 kilotones dentro de un tanque de agua el 6 de junio de 1956; 3) Blackfoot (8 kilotones, Enewetak) y Flathead (365 kilotones, Bikini), otra doble detonación en un día, el 12 de junio de 1956; 4) Inca (15,2 kilotones, Enewetak) el 22 de junio de 1956; 5) Apache (1,85 megatones, Enewetak) el 9 de julio de 1956; y 6) Tewa (5 megatones, Bikini) el 21 de julio de 1956, la "más sucia de todas", de acuerdo con Harris, con el atolón Enewetak golpeado por una fuerte lluvia radiactiva que se prolongó por varios días.
Harris experimentó personalmente las pruebas Lacrosse y Dakota, y señaló que las pequeñas explosiones en Enewetak parecían del mismo tamaño que las más grandes explosiones a más de 150 millas de distancia en el atolón Bikini. Dejó el atolón y fue dado de baja honorablemente antes de las cinco últimas detonaciones, y por lo tanto se perdió la detonación más potente en Enewetak.